# Casa da árvore

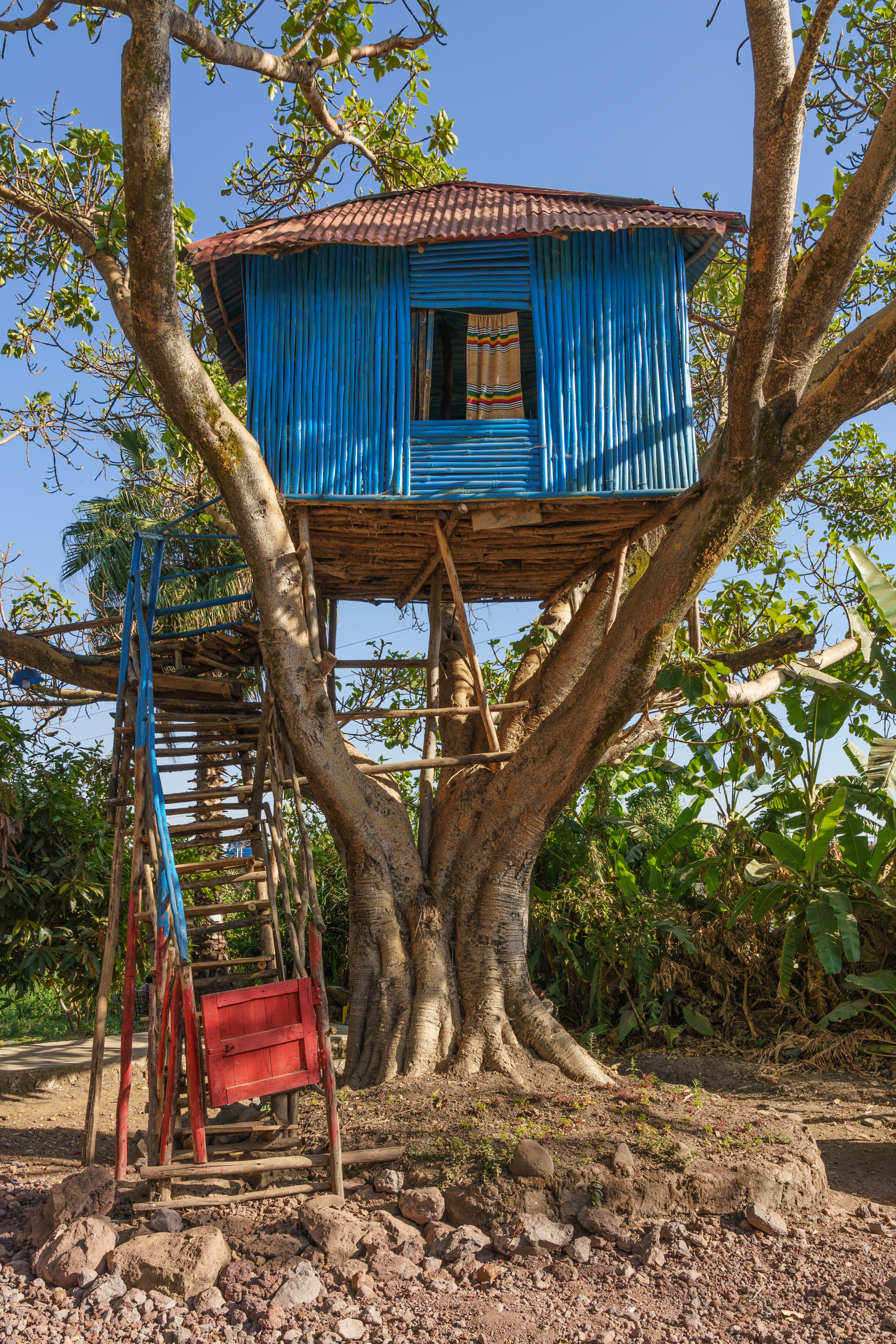

A Casa da árvore é construída sobre o tronco e galhos de uma ou mais árvores, são feitas de madeira ou de outros materiais leves. Podem ser utilizadas como moradia ou para a diversão das crianças.